# AeroRepública
AeroRepública (code AITA : P5, code OACI : RPB) opérant sous le nom de Copa Airlines Colombia est une compagnie aérienne de Colombie, qui appartient à Copa Airlines.

## Histoire
Aero República est une compagnie aérienne colombienne qui a effectué ses premiers vols en juin 1993, avec une flotte de trois Boeing 727, qui réalisèrent des vols au départ de Bogota vers ;
- Cali,
- San Andrés,
- Santa Marta,
- Carthagène des Indes,

## Destinations
Vols intérieurs :
- Cali,
- Medellín,
- Bucaramanga,
- Barranquilla,
- Montería,
- Leticia,
- Santa Marta,
- Carthagène des Indes,
- San Andrés,
- Pereira,
- Cúcuta.

Des vols internationaux sont réalisés en partage de code avec Copa Airlines au départ de son hub de Panama et San Jose. 
- Argentine : Córdoba, Buenos Aires.
- Brésil : Belo Horizonte, São Paulo, Manaus, Rio de Janeiro.
- Chili : Santiago du Chili.
- Costa Rica : San José.
- Cuba : La Havane.
- République dominicaine : Punta Cana, Saint-Domingue, Santiago de los Caballeros.
- Équateur : Quito, Guayaquil.
- Salvador : San Salvador.
- Guatemala : Guatemala.
- Haïti : Port-au-Prince.
- Honduras : Tegucigalpa, San Pedro Sula.
- Jamaïque :  Kingston.
- Mexique : Mexico, Cancún, Guadalajara.
- Nicaragua : Managua.
- Panama : Panama.
- Pérou : Lima.
- Porto Rico : San Juan.
- Venezuela : Maracaibo, Caracas.
- États-Unis : Washington, Los Angeles, Miami, New York, Orlando.

Connexion directe avec Panama depuis les villes suivantes :
- Bogota,
- Medellín,
- Cali,
- Bucaramanga,
- Carthagène des Indes.

## Flotte
La flotte de Copa Airlines Colombia est composée des appareils suivants au mois de décembre 2014: